# Рассолода
61°34′27″ пн. ш. 129°38′23″ сх. д. / 61.574166666667° пн. ш. 129.63972222222° сх. д.

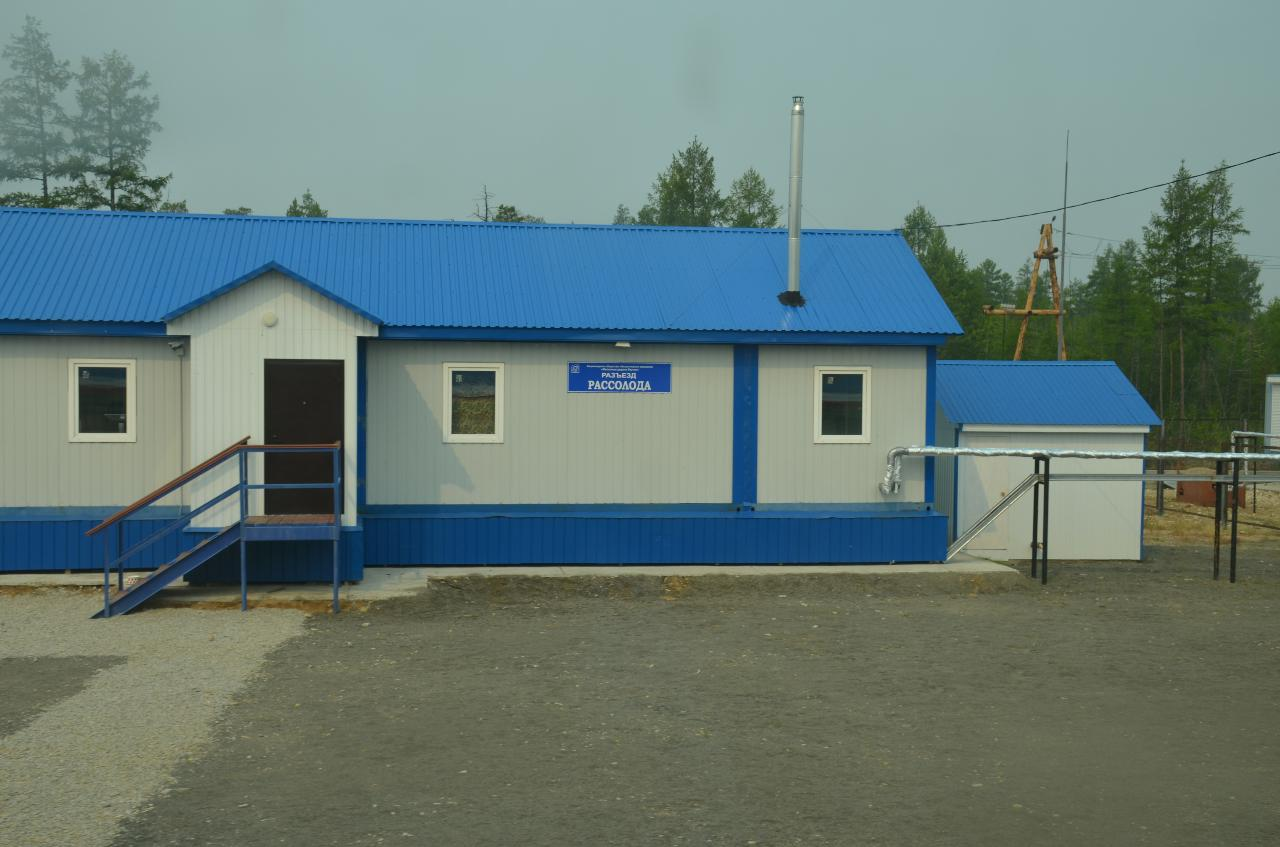
Роз'їзд Рассолода

Рассолода (якут. Ороссолуода) — роз'їзд АК «Залізниці Якутії» (Російські залізниці), розташований на дільниці Нерюнгрі-Пасажирська — Нижній Бестях між станціями Кердьом і Нижній Бестях.
У 2013 році введений у тимчасову експлуатацію для  руху вантажних поїздів. Пасажирський рух відкрито в 2019 році.